# O noapte la muzeu 2
O noapte la muzeu 2 (titlu original: Night at the Museum: Battle of the Smithsonian, cunoscut și ca Night at the Museum 2) este un film american din 2009 regizat de Shawn Levy. În rolurile principale joacă actorii Ben Stiller, Amy Adams, Owen Wilson, Robin Williams, Hank Azaria, Jon Bernthal și Steve Coogan. Este prima continuare a filmului O noapte la muzeu din 2006 și a doua parte a seriei de filme O noapte la muzeu.

## Prezentare
Paznicul de muzeu Larry Daley se infiltrează la Institutul Smithsonian în scopul de a-i salva pe Jedediah și Octavius, care au fost expediați la acest muzeu din greșeală. 

## Distribuție
- Ben Stiller ca Larry Daley
- Amy Adams ca Amelia Earhart, Tess
- Owen Wilson ca Jedediah
- Hank Azaria ca Kahmunrah

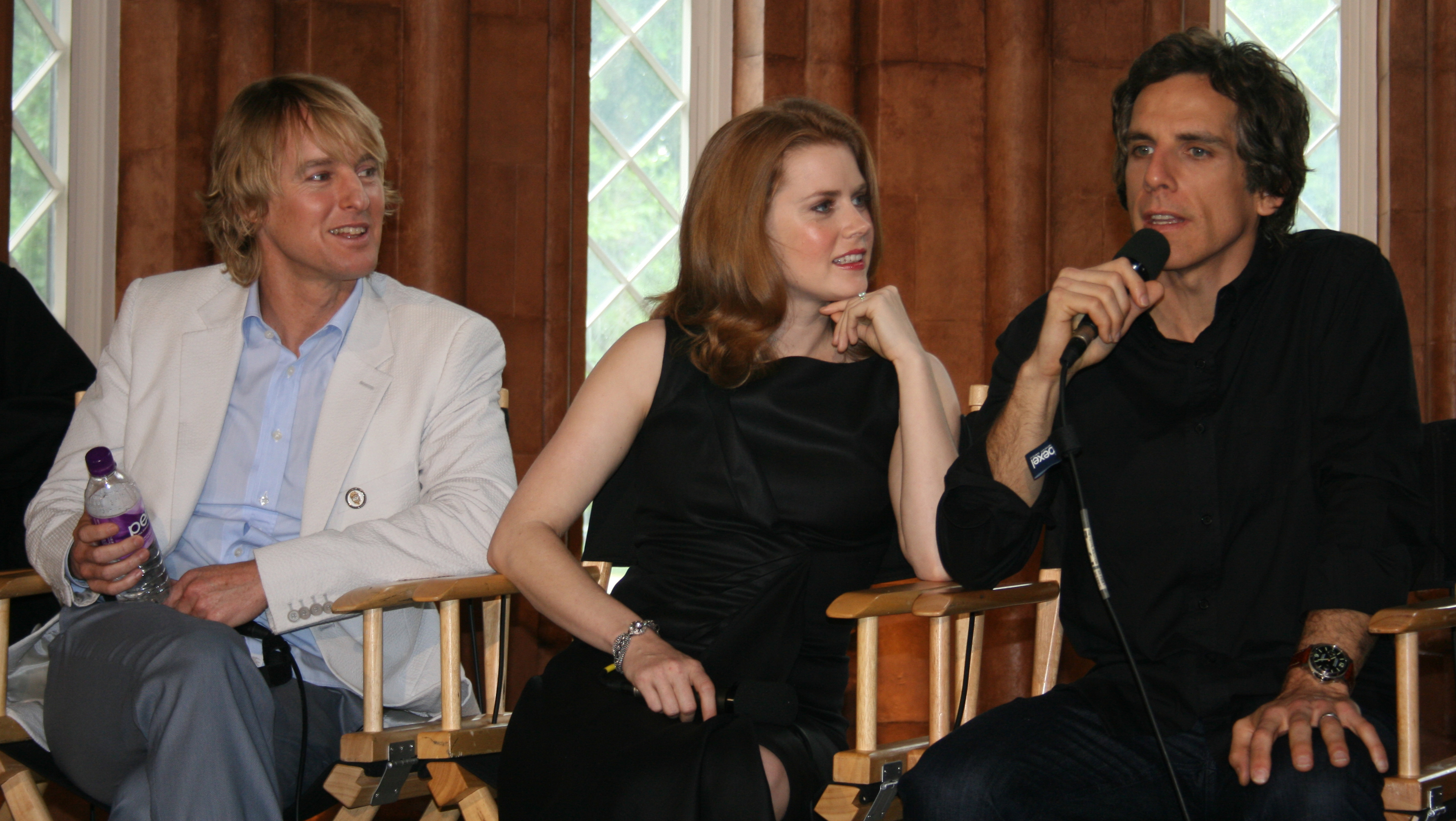
Owen Wilson, Amy Adams şi Ben Stiller la o promovare a filmului în mai 2009.

- Robin Williams ca Theodore Roosevelt
- Christopher Guest ca Ivan cel Teribil
- Jon Bernthal ca Al Capone
- Alain Chabat ca Napoleon Bonaparte
- Steve Coogan ca Octavius
- Mizuo Peck ca Sacagawea
- Ricky Gervais ca Dr. McPhee
- Bill Hader ca George Armstrong Custer
- Patrick Gallagher ca Attila, conducătorul hunilor
- Jake Cherry ca Nicky Daley
- Rami Malek ca Akhmenrah
- Jay Baruchel ca marinar Joey Motorola
- Mindy Kaling ca Docent
- Keith Powell ca Tuskegee Airman #1
- Craig Robinson ca Tuskegee Airman #2
- Clint Howard ca Air and Space Mission Control Tech
- George Foreman în rolul său
- Shawn Levy as Infomercial Father
- Jonah Hill as Brandon (pronunțat "Brundon") (nemenționat)
- Alberta Mayne as Kissing Nurse
- Ed Helms ca Asistentul lui Larry Daley (nemenționat)
- Thomas Lennon ca Wilbur Wright (nemenționat)
- Robert Ben Garant ca Orville Wright (nemenționat)

### Roluri de voce
- Hank Azaria ca Gânditorul, Statuia lui Abraham Lincoln
- Brad Garrett ca Statuie în formă de cap din Insula Paștelui
- Jonas Brothers - Cupid
- Eugene Levy ca figurina Albert Einstein
- Caroll Spinney ca Oscar morocănosul
- Robin Williams ca bustul lui Theodore Roosevelt
- James Earl Jones ca Darth Vader

## Exponate
- Gigantic Octopus
- Pteranodon
- Smilodon
- Hippopotamus
- Giraffe
- Fairy Penguin
- Kangaroo

## Artwork
- Little Dancer of Fourteen Years
- Crying Girl
- American Gothic
- LOVE (sculpture)
- V-J day in Times Square